# Жук-денщик

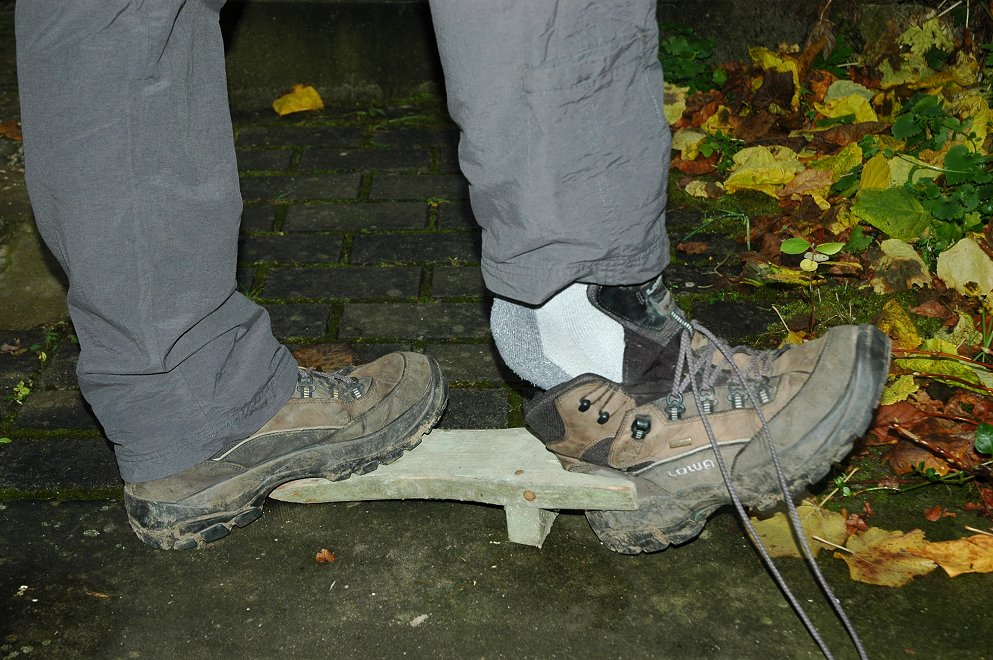
Применение приспособления

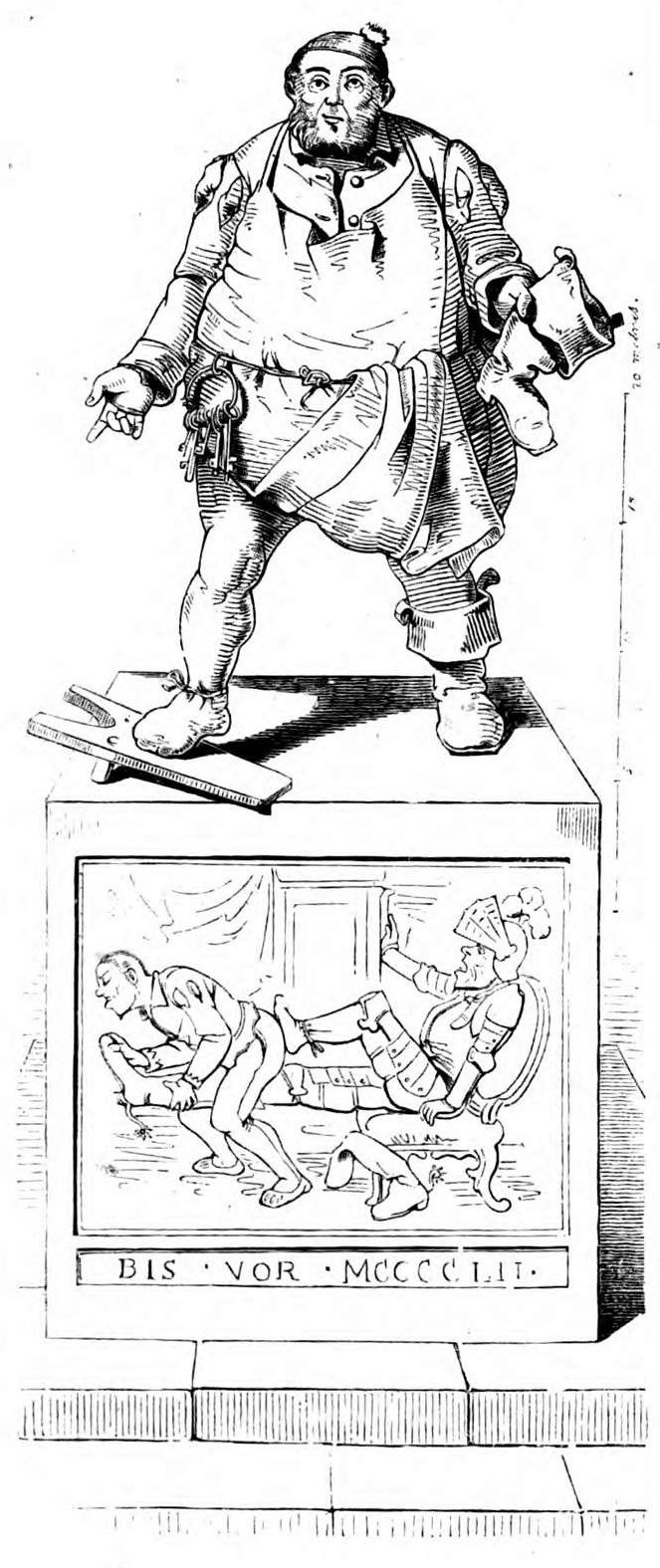
Рисунок Карла Шпицвега в еженедельнике Fliegende Blätter, 1845

Жук-денщик (также «жук-лакей», просто «жук» или «денщик», иногда «ванька» или «холуй») — простейшее приспособление для лёгкого и бережного снятия обуви, не имеющей застёжек (шнурков, «молнии» и т. п.): сапог, ботинок, полуботинок и т. д. Полезно, в первую очередь, для людей, ограниченных в подвижности и которым трудно наклоняться для снятия обуви (тучных, страдающих ревматизмом и другими заболеваниями).
Своим названием обязано распространённой форме в виде жука с большими подковообразными усами (хотя часто изготовляется в виде бычьей головы с рогами, либо простой рогатины), а также названию казённой прислуги, состоявшей при чиновнике или офицере — денщику.

## Устройство
Жук-денщик имеет U-образную выемку с одной стороны деревянной (или металлической, кованой) доски, в которую вставляется «пятка» и каблук обуви. Второй ногой нужно наступить на другую половину приспособления, зафиксировав его собственным весом. Снимать обувь нужно осторожно, так чтобы не порвать её и не оторвать каблук. Благодаря распределению нагрузки по всей «пятке», использование «денщика» менее рискованно для сохранности обуви, чем попытки снять один сапог, наступив на его каблук другим сапогом.
Изредка встречаются экземпляры «денщиков», имеющих выемки разного размера с обеих сторон — для мужской и женской (детской) обуви.
Некоторые модели приспособления имеют складной черенок для вертикального хранения.

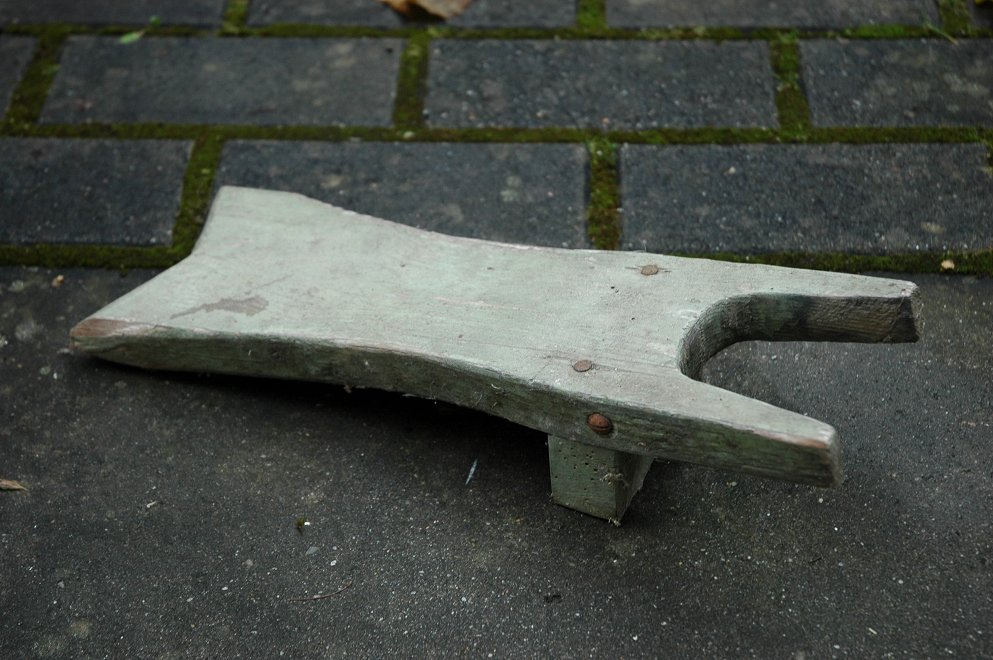
Простейший «денщик»
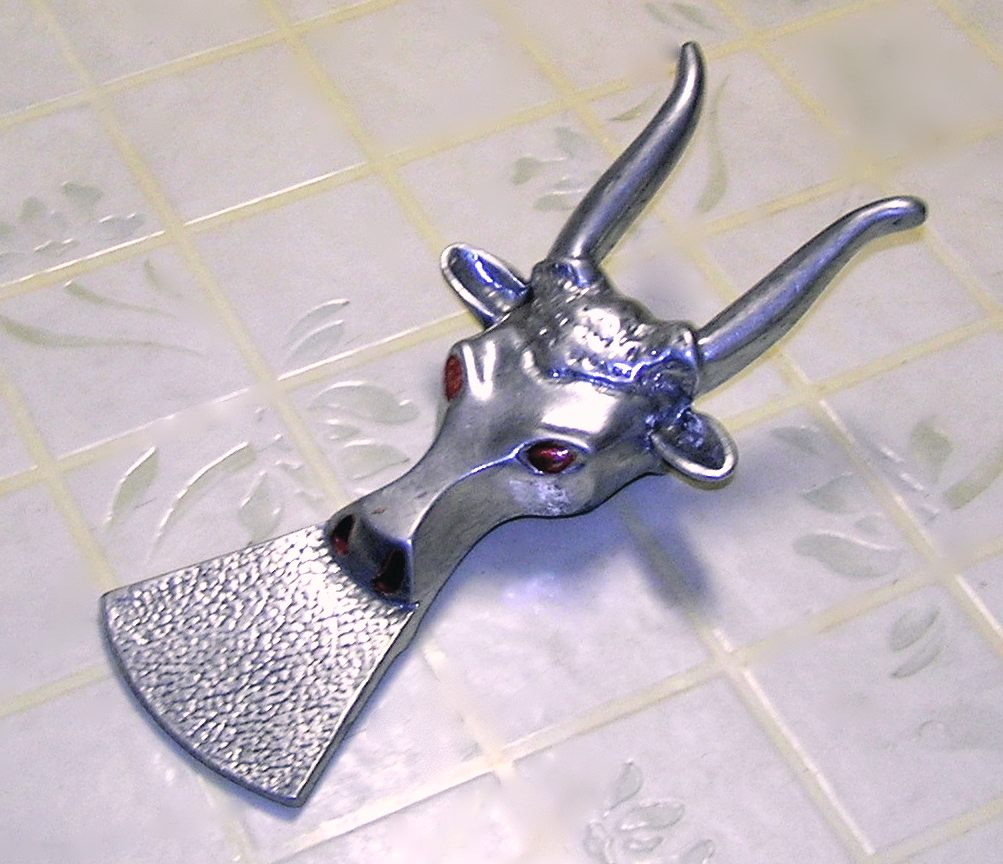
Декоративный «денщик» в виде головы тельца.
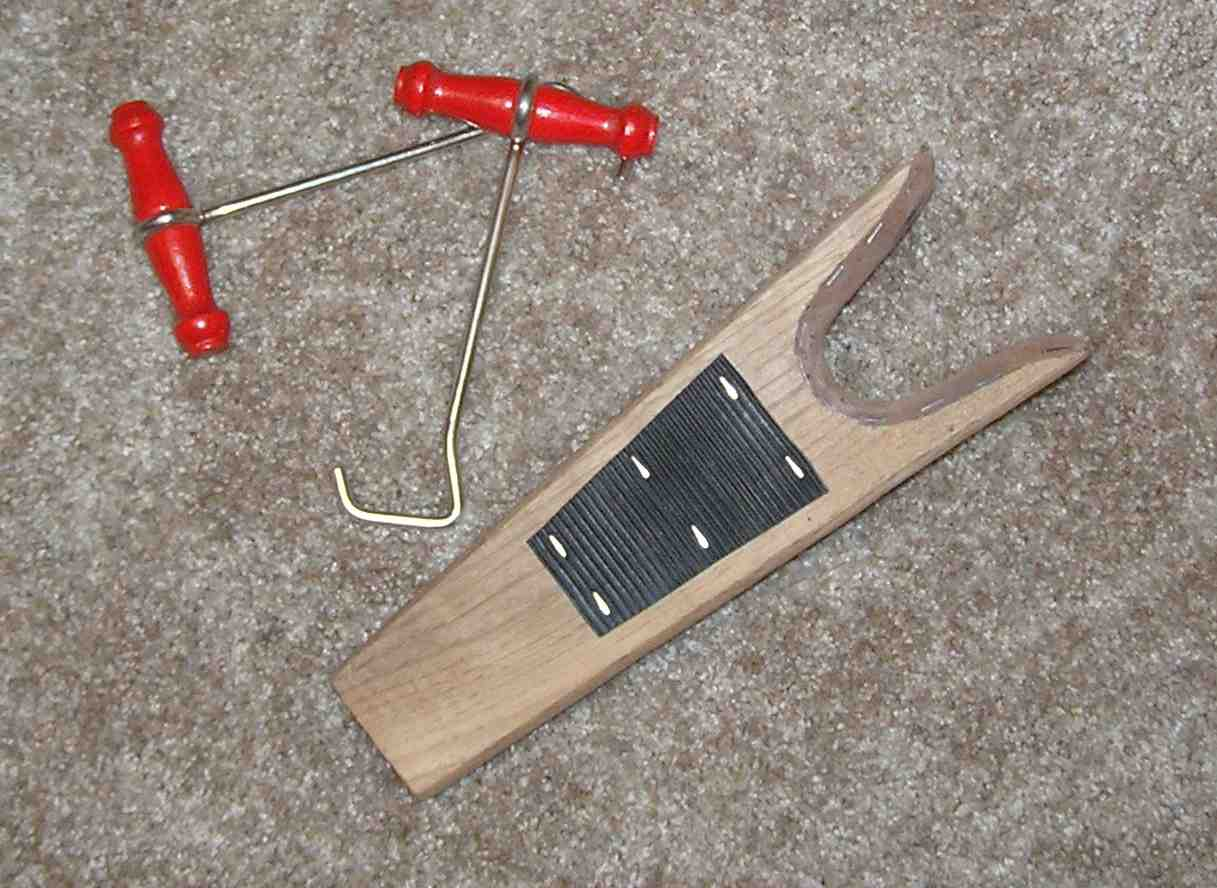
«Денщик» и крючья для надевания высоких сапог.
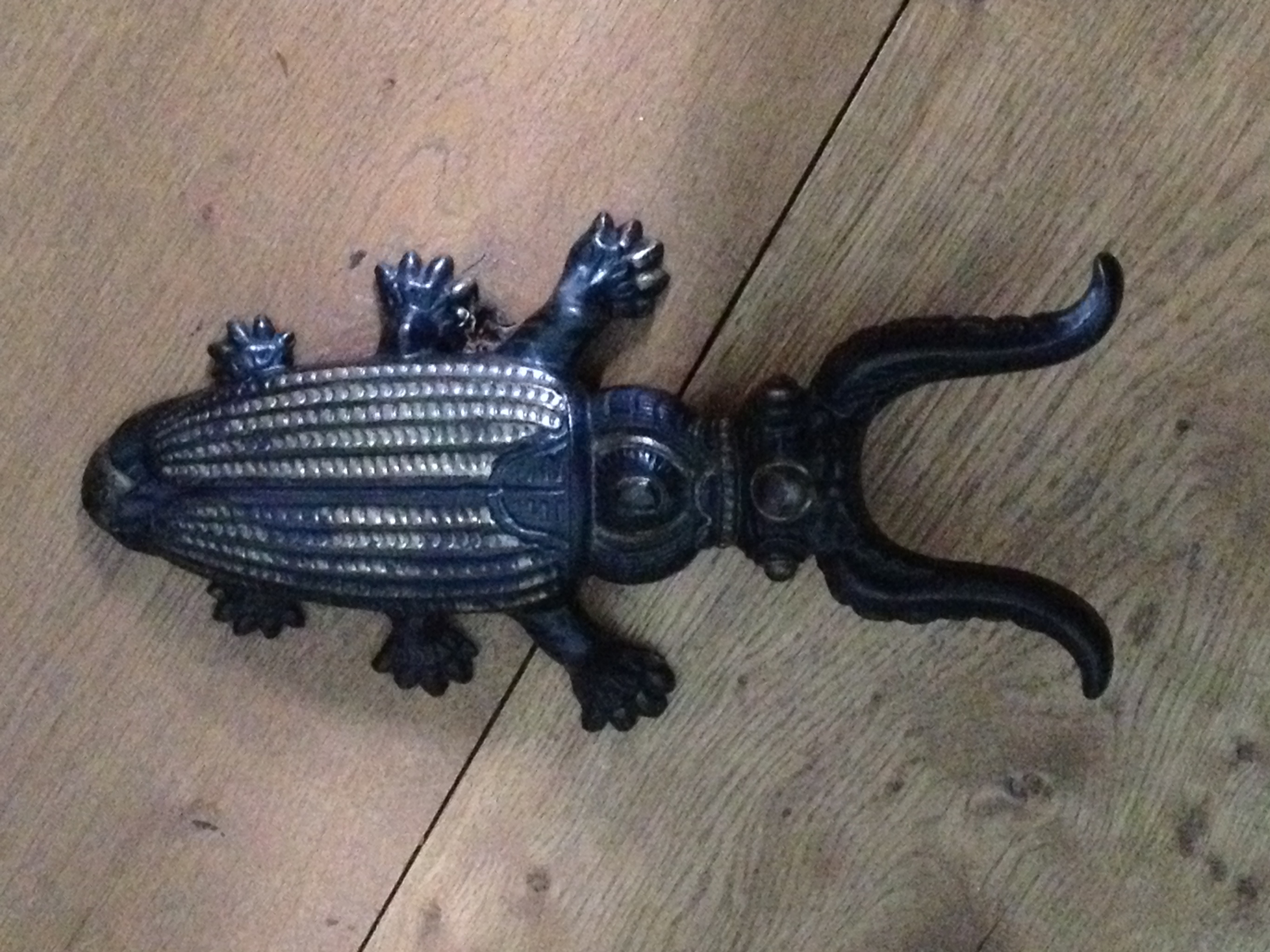
«Денщик» в виде жука.